# Angelika Meissner

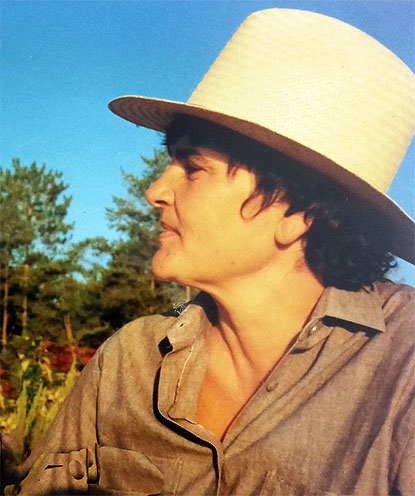
Angelika Meissner, 1991

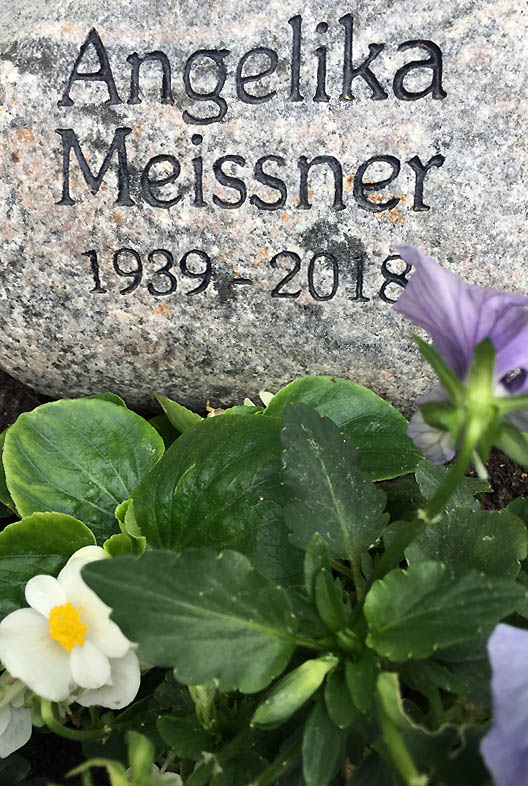
Grabstätte Angelika Meissner

Angelika Meissner (* 25. November 1939 in Berlin; † 10. Januar 2018 ebenda; eigentlich Angelika Antja Voelkner, im Vorspann auch als Angelika Voelkner oder Angelika Meissner-Voelkner aufgeführt) war eine deutsche Filmschauspielerin. Sie war ein Kinderstar des deutschen Kinos der 1950er-Jahre.

## Leben
Meissners Vater Peter Voelkner war Komponist, ihre Mutter Hildegard Voelkner, geborene Meissner, war Leiterin der Werbevorspann-Abteilung bei der UFA. Angelika Meissner spielte ihre erste Filmrolle 1949 in dem Drama Nachtwache als kleine Tochter von Hans Nielsen. Bekannt wurde sie in der Rolle der Dick in den Filmen der Immenhof-Reihe an der Seite von Heidi Brühl als Dalli und Margarete Haagen als Oma Jantzen. In ihrem zweiten Film Der fallende Stern verkörperte sie die durch die Nachkriegswirren traumatisierte Elisabeth Hollreiser als zehnjähriges Mädchen, Maria Wimmer spielte die erwachsene Elisabeth Hollreiser. In dem Dieter-Borsche-Film Vater braucht eine Frau von 1952 war sie als niedliche Tochter Ulla besetzt, die zusammen mit ihren Geschwistern per Zeitungsinserat für ihren verwitweten Vater eine Frau sucht und schließlich in Susanne (Ruth Leuwerik) auch findet. Mit Matthias Fuchs, dem Ethelbert aus den Immenhof-Filmen, traf sie 1956 in dem Streifen Der erste Frühlingstag erneut zusammen. An der Seite von Heinz Erhardt trat sie in dessen Film Witwer mit fünf Töchtern auf. In ihrem letzten Film Hubertusjagd stand sie noch einmal mit Raidar Müller-Elmau, dem Ralf aus den Filmen Hochzeit auf Immenhof und Ferien auf Immenhof, vor der Kamera. Anschließend war sie kurzzeitig als Synchronsprecherin tätig. Nach ihrer Mitwirkung in dem Fernsehspiel Hunderttausend Taler beendete sie abrupt ihre Schauspielkarriere, zog sich ins Privatleben zurück und arbeitete später zeitweise als Architektin in Kanada.
Micaela Jary schreibt in ihrem Buch Traumfabriken made in Germany. Die Geschichte des deutschen Nachkriegsfilms 1945–1960, dass sich Meissners Mutter in Erwartung künftiger Gagen ihrer Tochter hoch verschuldet habe und „filmbesessen“ gewesen sei. Angelika Meissner habe dem daraus resultierenden Druck nicht standhalten können.
Wie die Agentur Wort und Kunst mitteilte, starb Meissner am 10. Januar 2018 im Alter von 78 Jahren in einem Berliner Pflegeheim. Ihre Grabstätte befindet sich auf dem Friedhof Wilmersdorf, Feld D2/125, in Berlin-Wilmersdorf.

### Name
Angelika Meissner trat in ihren ersten Filmen wie beispielsweise Nachtwache, Der fallende Stern, Das Kreuz am Jägersteig sowie in Vater braucht eine Frau als Angelika Voelkner auf. In Die Mädels vom Immenhof wird sie als Angelika Meissner-Voelkner geführt, in Hochzeit auf Immenhof sowie Ferien auf Immenhof als Angelika Meissner. Die Namensänderung ist eine Folge der Scheidung der Eltern, nach der Angelika Meissner und ihr Bruder den Geburtsnamen der Mutter annehmen mussten.

## Filmografie
- 1949: Nachtwache
- 1950: Der fallende Stern
- 1952: Vater braucht eine Frau
- 1954: Das Kreuz am Jägersteig
- 1954: Das ewige Lied der Liebe
- 1955: Die Mädels vom Immenhof
- 1955: Drei Mädels vom Rhein
- 1956: Der erste Frühlingstag
- 1956: Hochzeit auf Immenhof
- 1957: Ferien auf Immenhof
- 1957: Witwer mit fünf Töchtern
- 1959: Aus dem Tagebuch eines Frauenarztes
- 1959: Unser Wunderland bei Nacht
- 1959: Bei der blonden Kathrein
- 1959: Hubertusjagd
- 1963: Hunderttausend Taler (Fernsehspiel)